# Parafia św. Jadwigi Królowej w Jankowcach-Glinnem
Parafia św. Jadwigi Królowej w Jankowcach-Glinnem – parafia rzymskokatolicka, znajdująca się w archidiecezji przemyskiej, w dekanacie Lesko.

## Historia
W latach 1977–1979 w Jankowcach została zbudowana kaplica cmentarna, którą 26 maja 1979 roku poświęcił bp Ignacy Tokarczuk pw. bł. Jadwigi Królowej. 13 czerwca  1988 roku została erygowana parafia Jankowce-Glinne, z wydzielonego terytorium parafii Lesko.
W latach 1989–1990 w Glinnem został zbudowany murowany kościół, według projektu arch. Jerzego Wiechowskiego. 16 grudnia bp Ignacy Tokarczuk poświęcił kościół pw. Miłosierdzia Bożego.
Od 1990 roku w kościele parafialnym w Jankowcach jest czczony Obraz Matki Bożej Ocalenia.
W 2009 roku rozpoczęto budowę obecnego murowanego kościoła w Jankowcach. 22 września 2013 roku abp Józef Michalik wmurował kamień węgielny, a 26 października 2014 roku bp Adam Szal poświęcił kościół.
Na terenie parafii jest 730 wiernych (w tym: Jankowce – 500, Glinne – 230).
Proboszczowie parafii:
1988–2008. ks. Kazimierz Jarema.
2008–2020. ks. Adam Chochołek.
2020– nadal ks. Andrzej Kopczak.

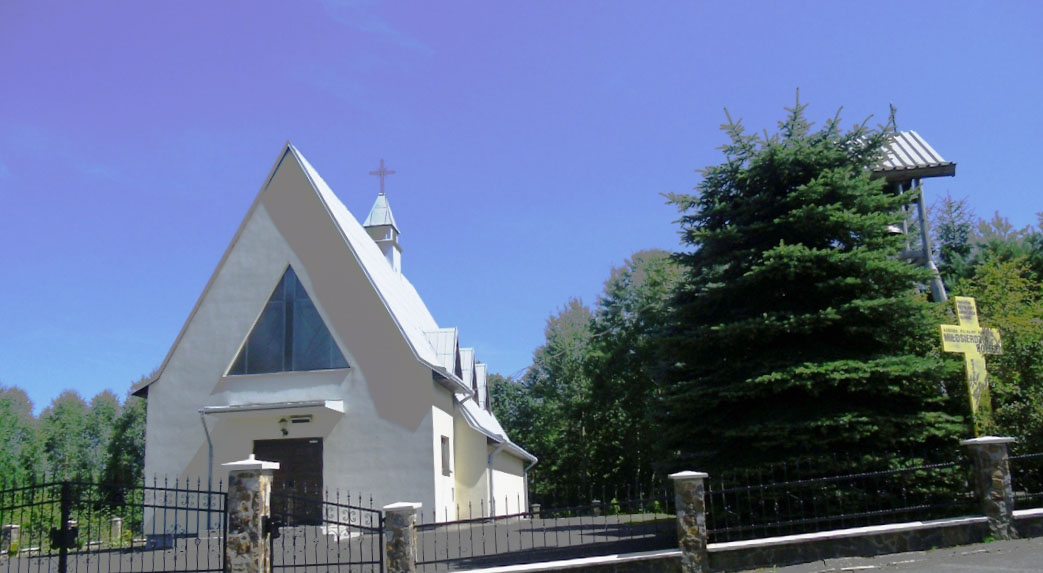
Kościół filialny pw. Miłosierdzia Bożego w Glinnem
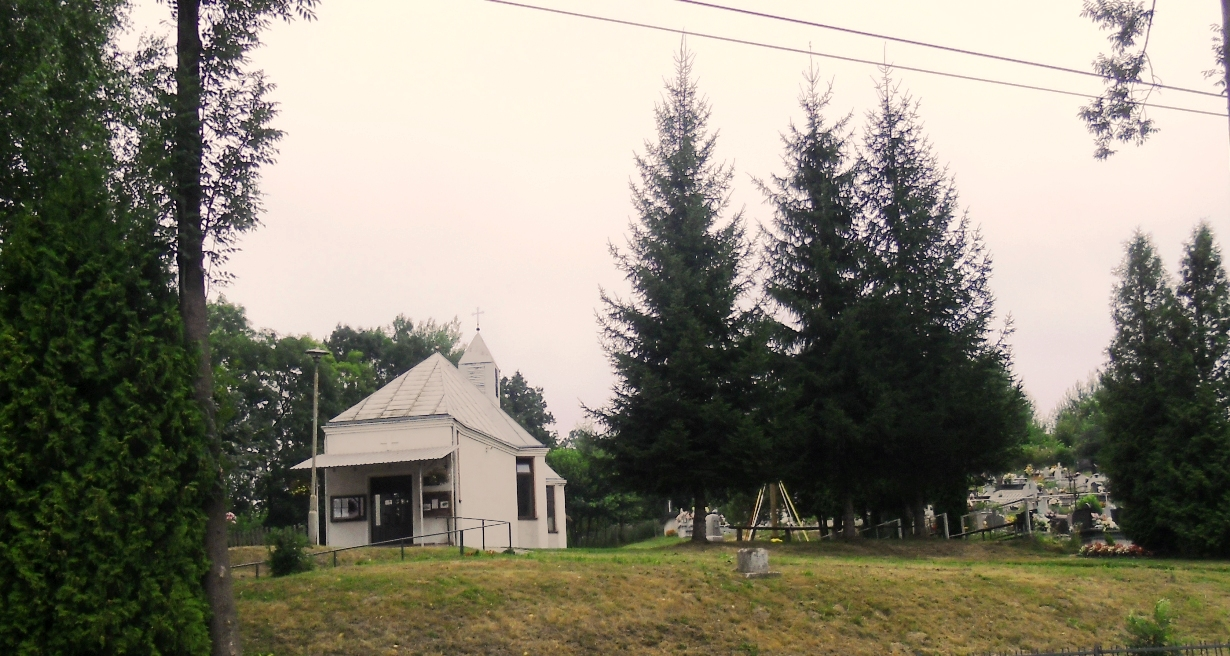
Dawny kościół parafialny w Jankowcach